# O Écho d'Alêm-Tumulo
O Écho d'Alêm-Tumulo (em grafia atual, O Eco d'Além-Túmulo) foi um periódico brasileiro, publicado na segunda metade do século XIX. Destacou-se por ser o primeiro de conteúdo espírita publicado no país.
Apesar da proposta do jornal e de seu título, "O Echo d'Álem-Túmulo" era considerado um jornal católico. Isto porque Teles de Menezes, mesmo tendo iniciado no espiritismo, não deixara de ser católico, e via na doutrina espírita uma ferramenta de resgate do cristianismo primitivo dentro da própria estrutura da Igreja Católica. Foi justamente em torno deste seu anseio que surgiram entraves e polêmicas envolvendo a publicação do jornal, fazendo com que Teles de Menezes encerrasse a sua publicação e fosse morar no Rio de Janeiro.
Em 1969 foi lançado, pela Empresa de Correios e Telégrafos, um selo postal comemorativo em homenagem ao centenário do lançamento do periódico.

## História
Editado em Salvador, na então Província da Bahia, a sua primeira edição veio a público em julho de 1869, doze anos após o lançamento de "O Livro dos Espíritos", na França. A sua publicação deu início à divulgação, em língua portuguesa, da doutrina espírita no país, uma vez que, até então, os textos disponíveis eram todos em língua francesa.
O periódico era bimestral, com 56 páginas, tendo chegado a ser distribuído em Nova Iorque, Londres, Paris, Lyon,  Madrid, Barcelona, Sevilha, Bolonha e na Catânia. Tinha como pilares a Liberdade, a Igualdade e a Fraternidade. Não tinha fins lucrativos, e parte das suas vendas era destinada à causa abolicionista.
O seu editor, redator e distribuidor era Luís Olímpio Teles de Menezes, reconhecido pela sua ousadia, uma vez que, à época, a religião oficial do Estado, conforme estabelecido pela Constituição brasileira de 1824, era o catolicismo. Por essa razão, as outras religiões só poderiam ser cultuadas em ambientes domésticos.